# Corynura atrovirens
Corynura atrovirens är en biart som först beskrevs av Herbst 1924.  Corynura atrovirens ingår i släktet Corynura och familjen vägbin. Inga underarter finns listade i Catalogue of Life.